# Куп пет нација 1989.
Куп пет нација 1989. (службени назив: 1989 Five Nations Championship) је било 95. издање овог најелитнијег репрезентативног рагби такмичења Старог континента. а 61. издање Купа пет нација.
Турнир је освојила селекција Француске.

## Учесници
Напомена:
Северна Ирска и Република Ирска наступају заједно.
|   | Селекција                      | Стадион                             | Селектор      |
| - | ------------------------------ | ----------------------------------- | ------------- |
| 1 | Рагби репрезентација Француске | Парк принчева, Париз (48 718)       | Жак Фури      |
| 2 | Рагби репрезентација Енглеске  | Стадион Твикенам, Лондон (82 000)   | Џеф Как       |
| 3 | Рагби репрезентација Шкотске   | Стадион Марифилд, Единбург (67 144) | Џим Телфер    |
| 4 | Рагби репрезентација Велса     | Кардиф армс парк, Кардиф (65 000)   | Џон Рајан     |
| 5 | Рагби репрезентација Ирске     | Ленсдаун роуд, Даблин (48 000)      | Џим Дејвидсон |

## Такмичење

### Прво коло
Ирска - Француска 21-26
Шкотска - Велс 23-7

### Друго коло
Велс - Ирска 13-19
Енглеска - Шкотска 12-12

### Треће коло
Француска - Велс 31-12
Ирска - Енглеска 3-16

### Четврто коло
Шкотска - Ирска 37-21
Енглеска - Француска 11-0

### Пето коло
Француска - Шкотска 19-3
Велс - Енглеска 12-9

## Табела
|   | Селекција                      | ИГ | Д | Н | И | ПД | ПП | ПР  | Б |  |
| - | ------------------------------ | -- | - | - | - | -- | -- | --- | - |  |
| 1 | Рагби репрезентација Француске | 4  | 3 | 0 | 1 | 76 | 47 | +29 | 6 |  |
| 2 | Рагби репрезентација Енглеске  | 4  | 2 | 1 | 1 | 48 | 27 | +21 | 5 |  |
| 3 | Рагби репрезентација Шкотске   | 4  | 2 | 1 | 1 | 75 | 59 | +16 | 5 |  |
| 4 | Рагби репрезентација Ирске     | 4  | 1 | 0 | 3 | 64 | 92 | -28 | 2 |  |
| 5 | Рагби репрезентација Велса     | 4  | 0 | 0 | 4 | 44 | 82 | -38 | 2 |  |

| Победник Купа пет нација 1989.                                   |
| ---------------------------------------------------------------- |
| Рагби репрезентација Француске 9. титула првака Европе у рагбију |

## Индивидуална стастика
Највише поена
- Мајкл Киернан 37, Ирска

Највише есеја
- Серж Бланко 4, Француска